# Lara Setrakian
Lara Setrakian, född 1982, är en amerikansk-armenisk journalist, digital strateg och entreprenör. 
Hon är grundare och VD för medieföretaget News Deeply.. Dessförinnan arbetade hon i fem år som Mellanösternkorrespondent för ABC News, Bloomberg Television, International Herald Tribune, Business Insider och Monocle magazine. Hon bevakade då stora händelser och skeenden i regionen såsom den arabiska våren och proteströrelsen i Iran 2011. Hon var huvudreporter för Bloomberg Television då de rapporterade från den egyptiska revolutionen 2011, och rapporterade bland annat live från Tahrirtorget i Kairo då Egyptens mångårige president Hosni Mubarak avgick.